# 徐鳳翔 (萬曆進士)
徐鳳翔（1577年—1615年），字君羽，號颺岐，直隸应天府江宁县人，明朝政治人物。

## 生平
万历二十八年（1600年）庚子科应天乡试第五十名举人，三十五年（1607年）丁未科进士，大理寺观政，三十六年授福建闽县知县，四十一年升户部主事，四十二年管银库，四十三年卒。

## 家族
曾祖徐孜。祖父徐绅，县丞。父徐养正。母余氏。慈侍下。弟鳳梧、鳳至。